# Oliveira de Fátima
Pour les articles homonymes, voir Oliveira.
Oliveira de Fátima est une municipalité brésilienne située dans l'État du Tocantins.